# Entoloma caesiocinctum
Entolóma caesiocínctum (лат.) — вид грибов, входящий в род энтолома (Entoloma) семейства энтоломовые (Entolomataceae).
Синонимы:
- Leptonia caesiocincta (Kühner) P.D. Orton 1960
- Rhodophyllus caesiocinctus Kühner 1954basionym

## Биологическое описание
- Шляпка 0,8—4 см в диаметре, у молодых грибов полушаровидной формы, затем раскрывается до выпуклой и плоско-выпуклой, иногда воронковидная, с заметным углублением в центре, негигрофанная, окрашена в коричневые или жёлто-коричневые тона, иногда с красноватым или синеватым оттенком, радиально-волокнистая, в центральной части чешуйчатая.
- Мякоть бледная, со слабым цветочным запахом и пресным или прогорклым вкусом.
- Гименофор пластинчатый, пластинки довольно частые, приросшие к ножке или с нисходящими на неё зубцами, у молодых грибов бледные, иногда голубоватые, с возрастом приобретают розовый оттенок.
- Ножка 2—8 см длиной и 0,1—0,5 см толщиной, более или менее ровная, иногда расширяющаяся к основанию, серо-коричневого или жёлто-коричневого цвета, в нижней части иногда с белым опушением, гладкая. Кольцо отсутствует.
- Споровый порошок светло-розового цвета. Споры 8,5—12,5×6,5—10 мкм, 5—7-угольные. Базидии четырёхспоровые, без пряжек, 23—45×7—12,5 мкм. Хейлоцистиды цилиндрической или булавовидной формы, многочисленные, 20—120×6—20 мкм. Кутикула шляпки — кутис, триходермис или гименодермис, состоящий из узких цилиндрических гиф до 11 мкм толщиной[1].

Токсические свойства Entoloma caesiocinctum не изучены.

## Ареал и экология
Entoloma caesiocinctum широко распространена по всей Европе, встречается довольно часто. Произрастает одиночно или группами в траве, во мху, на обочинах дорог, на песчаных или суглинистых почвах.

## Сходные виды
- Entoloma serrulatum (Fr.) Hesler 1967 отличается более тёмными пластинками и тёмно-синей окраской шляпки.